# Терми на Агрипа
Баните на Агрипа в Древен Рим, построени от римския военачалник Марк Випсаний Агрипа, са първите терми в Рим. Представляват цял комплекс, който се намира в градчето Бани ди Тиволи, близо до Рим, Италия. Построени са през 25 пр.н.е..
Системата от водопроводи по това време е била вече достатъчно обширна и наброявала 5 водопровода, но за тези първи терми е решено да се построи шести водопровод. До появата на термите римляните са ползвали само простони бани или вани. Агрипа, освен, че построил първите терми, ги завещал за безплатно ползване на римския народ.
Баните на Агрипа пострадват в пожар през 80 г., но са възстановени и разширени.